# سن میگوئل بیر
سن میگوئل بیر (انگلیسی: San Miguel Beer) شرکت صنایع غذایی فیلیپینی است، که در سال ۱۸۹۰ تأسیس شد.